# إدر غونزاليس
إدر غونزاليس هو لاعب كرة قدم إسباني في مركز الوسط، ولد في 7 يناير 1997 في مدينة ميورقة في إسبانيا. لعب مع ريال مايوركا.